# أولاد لزرق (الزركان امزارشة)
أولاد لزرق هو دُوَّار يقع بجماعة تادرت، إقليم جرسيف، جهة الشرق في المملكة المغربية. ينتمي الدوّار لمشيخة الزركان امزارشة التي تضم 11 دوار. يقدر عدد سكانه بـ 30 نسمة حسب الإحصاء الرسمي للسكان والسكنى لسنة 2004.

## روابط خارجية
- البوابة الوطنية للجماعات الترابية
- المندوبية السامية للتخطيط